# Saint-Aubin-la-Plaine
Saint-Aubin-la-Plaine é uma comuna francesa na região administrativa da Pays de la Loire, no departamento de Vendéia. Estende-se por uma área de 11,63 km². Em 2010 a comuna tinha 546 habitantes (densidade: 46,9 hab./km²).